# Malagousia
Die Weißweinsorte Malagousia (griechische Schreibweise: Μαλαγουζιά) ist bei Nafpaktos in Ätolien-Akarnanien heimisch. Seit der Mitte der 1990er Jahre nimmt die vorher nahezu ausgestorbene Sorte eine immer wichtigere Rolle im Sortiment hochwertiger griechischer Weißweine ein. Die Aromen der mäßig säurehaltigen, duftigen und körperreichen Weine werden mit Pfirsich, Aprikose sowie einem zurückhaltenden Muskatton beschrieben. Häufig werden in Weinbeschreibungen auch Aromen von Zitrusfrüchten, Jasmin und Minze erwähnt. Die wichtigsten Anbaugebiete liegen zurzeit in der Region Makedonien. Anpflanzungen auf Paros sind vielversprechend.
In den frühen 1970er Jahren legte Professor Vassilis Logothetis auf einem gepachteten Grundstück des Weinguts Domaine Carras eine Rebsammlung an. Neben Sorten wie Lagorthi, Hopsathiri und Debina fanden auch einige Stöcke der vergessenen Sorte Malagousia Eingang in diese Sammlung. Dort wurde der in Frankreich von Émile Peynaud ausgebildete Kellermeister der Domaine Carras, Evangelos Gerovassiliou aufmerksam auf die aromatische Rebsorte. Ab 1976 experimentierte Gerovassiliou mit Malagousia und präsentierte Anfang der 1990er Jahre den ersten im Barrique ausgebauten Wein, der zu einem großen Erfolg wurde.

## Ampelographische Sortenmerkmale
In der Ampelographie wird der Habitus folgendermaßen beschrieben:
- Die Triebspitze ist offen. Sie ist weißwollig behaart. Die Jungblätter sind nur leicht wollig behaart und am Blattrand hellrot gefärbt.
- Die Blätter sind fünflappig und tief gebuchtet. Die Stielbucht ist lyraförmig offen. Das Blatt ist stumpf gezahnt. Die Zähne haben im Vergleich der Rebsorten einen mittelweiten Abstand.
- Die kegel- bis walzenförmige Traube ist groß und dichtbeerig. Die rundlichen Beeren sind ebenfalls groß und von goldgelber  Farbe. Die Beeren haben eine dicke Beerenhaut, sind knackig und saftig. Sie haben ein dezentes Muskat-Aroma.

Die Rebsorte reift ca. 20 Tage nach dem Gutedel und gilt somit innerhalb der weißen Rebsorten als schon spät reifend. Bei Athen kann sie meist Mitte bis Ende August geerntet werden. Malagousia ist eine Varietät der Edlen Weinrebe (Vitis vinifera). Sie besitzt zwittrige Blüten und ist somit selbstfruchtend. Beim Weinbau wird der ökonomische Nachteil vermieden, keinen Ertrag liefernde, männliche Pflanzen anbauen zu müssen.

## Synonyme
Die Rebsorte Malagousia ist auch unter den Namen Malagoussia, Malagouzia, Malagoyzia, Malaouzia, Malaoyzia, Melaouzia, Melaoyzia und Malvasier bekannt.